# Ilyushin Il-22
O Ilyushin Il-22, designação da Força Aérea dos Estados Unidos Type 10, foi o primeiro bombardeiro com Motor a reação soviético a voar. Utilizava quatro turbojatos Lyulka TR-1 carregados em pilones horizontais a frente e sob a asa. Os motores não alcançaram suas especificações de potência projetadas e o consumo de combustível era maior do que o planejado. Estes problemas significavam que a aeronave não poderia alcançar seu desempenho requerido e foi cancelado em 22 de Setembro de 1947.

## Projeto e desenvolvimento
O Conselho de Ministros soviético solicitou à Ilyushin no dia 12 de Fevereiro de 1946 a iniciar trabalhos em um bombardeiro que utilizasse quatro dos novos motores TR-1. As experiências com a primeira geração de caças a jato revelaram problemas não suspeitados envolvendo voo em alta velocidade a Ilyushin gastou tempo demais para mitigá-los. A longa, fina e não enflechada asa possuía desenho convencional, mas foi projetada para aumentar a estabilidade lateral em altos ângulos de ataque e prevenir o estol de ponta de asa.
Outro problema descoberto pelos calas a jato foi de que a asa de repente caí para um lado ou para o outro em altas velocidades ou altas altitudes. Ao procurarem a origem do problema, descobriram ser defeitos na manufatura das asas, que não gerava diferença em baixas velocidades e altitudes, mas significava que cada asa tinha uma pequena diferença de Aerofólio e então, uma diferença na quantidade de sustentação Para resolver isto, Sergey Ilyushin e sua equipe desenvolveram uma nova técnica de fabricação que era reversa à prática tradicional, onde os membros de suporte internos eram afixados nas ferramentas a os painéis da aeronave eram então colocados. Este novo método colocava os painéis da aeronave nas ferramentas onde a correta curvatura e forma poderia ser garantida e então a estrutura interna era ligadas aos painéis. Isto requereu juntas de produção serem usadas ao longo das linhas da corda nas superfícies das asas e da cauda, dividindo então as longarinas e nervuras pela metade. Similarmente, a fuselagem foi construída da mesma forma, entretanto sendo separada verticalmente ao longo da linha central. Esta nova técnica trouxe também um peso extra, mas teve uma vantagem não esperada de acelerar significativamente o processo de montagem, de forma que os equipamentos internos podiam ser instalados antes das metades serem juntadas. Isto permitiu que várias equipes trabalhassem em uma única sub-montagem antes que fossem juntadas.